# Ciro Henrique Alves Ferreira e Silva
Ciro Henrique Alves Ferreira e Silva (sinh ngày 18 tháng 4 năm 1989 ở Salgueiro), hay đơn giản Ciro, là một cầu thủ bóng đá người Brasil Tiền đạo, thi đấu cho Chonburi.

## Sự nghiệp
Năm 2008, Ciro đá một vài trận cho đội chính, ghi 4 bàn (một bàn trước Ipatinga, một bàn trước Vasco và hai bàn trước Atlético Mineiro) trong 8 trận với 3 trận là cầu thủ xuất phát.
Năm 2009, anh trở thành cầu thủ chính của đội, ghi 7 bàn trong 10 trận cho Campeonato Pernambucano. Tại Copa Libertadores, một giải đấu lớn của Nam Mỹ, anh ghi bàn và có pha kiến tạo trước Colo-Colo tại Santiago, Chile.
Pele, bình luận sau khi xem cầu thủ trẻ Brasil thi đấu rằng, anh sẽ là một trong những cầu thủ xuất sắc nhất thế giới trong 5 năm nữa.
Ngày 20 tháng 5 năm 2011, anh kí hợp đồng cho mượn 2 năm với câu lạc bộ tại Brasilian Série A Fluminense.
Ngày 22 tháng 7 năm 2015, anh đầu quân cho đội bóng tại K League Classic Jeju United FC.

## Danh hiệu

### Câu lạc bộ
Sport Recife
- Campeonato Pernambucano: 2009, 2010

Bahia
- Campeonato Baiano: 2012

### Cá nhân
- Campeonato Pernambucano Top Scorer: 2010